# Netmentesen
A Netmentesen (Over Logging) a South Park című animációs sorozat 173. része (a 12. évad, 6. epizódja). Elsőként 2008. április 16-án sugározták az Egyesült Államokban. Magyarországon 2009. április 17-én mutatta be a Comedy Central.
A cselekmény szerint az internet az egész világon megszűnik, ezért az emberek Kaliforniába zarándokolnak, ahol még van némi kapcsolat. Az epizód John Steinbeck Érik a gyümölcs című regényét, illetve annak későbbi filmváltozatait parodizálja, de utalások történnek a Harmadik típusú találkozások és a Lángoló jég című filmekre is.

## Cselekmény
|  | Alább a cselekmény részletei következnek! |

Ez a reggel is olyan, mint minden south parki reggel, egyetlen különbséggel: nincs internet. Mindenki ide-oda rohangál és kiabál, mutogatják egymásnak a monitorokon megjelenő „A lap nem megjeleníthető” feliratot. Ekkor elmennek Broflovskiékhoz, hogy ott netezzenek mivel ott sincs, elmennek a plázába, de a tévéből derül ki: az egész államban nincs net. Ezután Randy Marsh úgy dönt, hogy egész családjával elmegy Kaliforniába, ahol a szóbeszéd szerint „van még egy kis net”. Útközben Marshékat megállítja egy öreg, aki helyesel arra, hogy van internet elérhetőség Kaliforniában, de nagyon lassú, és fiai éhen haltak a gép előtt, amikor 3 napig vártak, hogy betöltődjön egy weboldal...
Kalifornia: Egy gép van, mindenki kap sorszámot, és 40 másodpercet az internet előtt. Eközben elküldenek egy alakulatot az „internethez”. Az alakulat a sivatagba megy, ahol egy titkos bunkerben találkoznak az internettel (ami egy óriási modem). Az alakulat tagjai az internettel tárgyalnak, ami valahogy így hangzik: „Jól van, Internet. Mik a követeléseid?!” Randy Marsh eközben szeretne egy kis időt, hogy internetes pornót nézzen persze egy katona elküldi, de valahol talál egy kis „magán netet” de kiderül hogy átverés, attól még 49 dolcsit levesznek. Emiatt este beoson a raktárba, ahol a számítógép van. Randy azonban eléggé feltűnően viselkedik, és mindenki felkel. Amikor benyitnak, „valamilyen fehér anyagot” találnak. Randy azt állítja, hogy szellem járt itt és a fehér anyag ektoplazma.
Eközben Kyle rájön, hogy mi a baj. Elmegy a sivatagba, odamegy az internet mögé. Kihúzza a konnektorból, majd visszadugja. Miután újra van net, összefut Amírral Shelley de inkább a neten beszélnek tovább.
Ezt követően mindenki Kyle-t és az internetet ünnepli.

## Utalások a popkultúrára
Az epizód cselekmény utalás Steinbeck Érik a gyümölcs című regényére, melyben a szereplők a nagy gazdasági világválság miatt kényszerülnek elhagyni otthonukat és Kaliforniába utazni. Randy Marsh beszéde a Lángoló jég című 1994-es akciófilmet figurázza ki, melyben a Steven Seagal által alakított főszereplő a környezetvédelem fontosságáról tart hasonló előadást. A jelenet, melyben az internettel való kommunikáláshoz a zene eszközét is bevetik, célzás a Harmadik típusú találkozások című filmre. Randy az egyik jelenetben utalást tesz a 2 Girls 1 Cup című botrányvideóra.

## Utalások
Már csak a chaten beszélnek sokszor az emberek mint ahogy az utolsó jelenetekben látni amikor Shelley találkozik Amírral.

## Bakik
Amikor Stan Marsh és a testvére bosszankodnak az internet elmenetele miatt kapnak 1-1 sorszámot amelyek 8-assal illetve 9-essel kezdődnek, nem sokkal utána viszont már mindkettő 8-assal kezdődik.

## Külső hivatkozások
- Netmentesen Archiválva 2009. október 26-i dátummal a Wayback Machine-ben a South Park Studios hivatalos honlapon
- Netmentesen az Internet Movie Database oldalon (angolul)